# René-Nicolas-Charles-Augustin de Maupeou

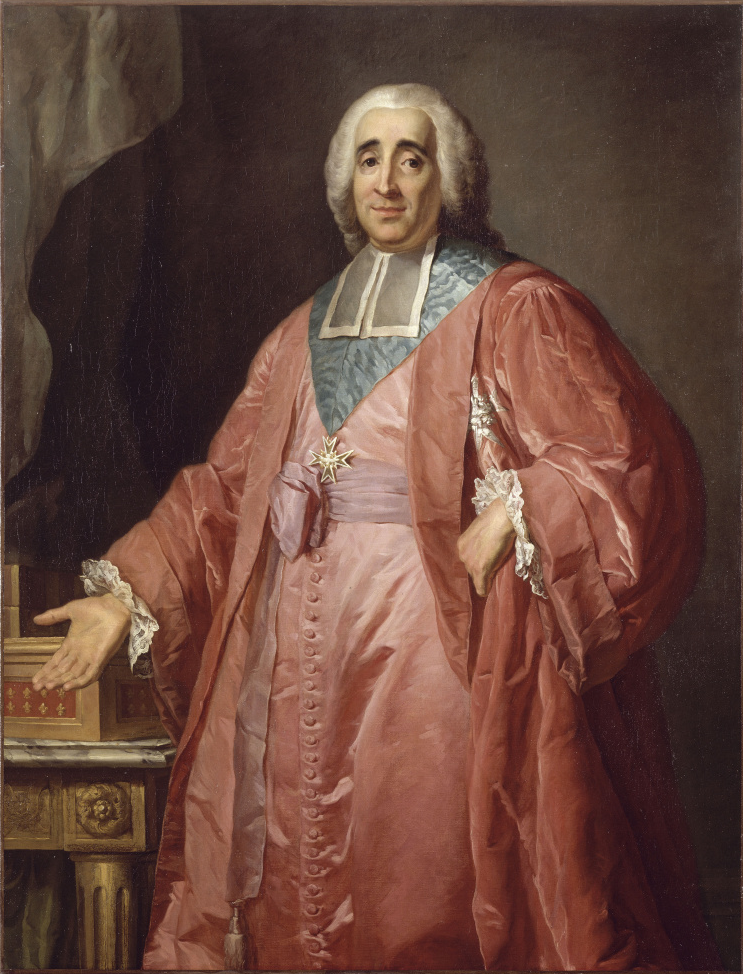
René Nicolas Maupeou

René-Nicolas-Charles-Augustin de Maupeou (* 25. Februar 1714; † 29. Juli 1792 in Le Thuit im Département Eure), Marquis de Morangles, de La Mothe-Chandeniers und de Bully, Vicomte de Bruyères, war Kanzler von Frankreich.

## Leben
Maupeou war der älteste Sohn von René-Charles de Maupeou (1688–1775), seigneur du marquisat de La Mothe-Chandeniers, vicomte de Bruyères, der von 1743 bis 1757 Präsident des Parlement  de Paris gewesen war. Im Jahr 1744 heiratete er eine reiche Erbin, Anne de Roncherolles, eine Cousine von Madame d’Épinay, stieg in das öffentliche Leben ein und wurde die rechte Hand seines Vaters in den Konflikten zwischen dem Parlament und Christophe de Beaumont, Erzbischof von Paris, der vom Hof unterstützt wurde. Zwischen 1763 und 1768, einem Zeitraum, während dessen Voltaire den Prozess von Jean Calas postum wiederaufnahm, war Maupeou selbst Präsident des Parlaments.
1768 wurde er Kanzler, das heißt so viel wie Justizminister, durch die Protektion Choiseuls, dessen Sturz zwei Jahre später im Wesentlichen sein Werk war. In diesem Amt war er Nachfolger seines Vaters, der es nur wenige Tage innegehabt hatte.
Er beschloss, die Autorität des Königs gegenüber dem Parlament zu unterstützen, das im Verband mit den rund 10 Parlamenten der Provinzen versuchte, die Aufgaben der Generalstände für sich zu reklamieren. Er verbündete sich mit dem Herzog von Aiguillon und Madame Dubarry und sicherte Abbé Joseph Marie Terray das Amt des Generalkontrolleurs.
Der Kampf ergab sich bei der Verhandlung des Falls des Herzogs Aiguillon, Ex-Statthalter der Bretagne, und La Chalotais, dem Generalprokurator der Provinz, der vom Statthalter wegen Anschuldigungen gegen seine Verwaltung verhaftet worden war. Als das Parlament seine Feindschaft gegenüber Aiguillon zeigte, ließ Maupeou das Verfahren durch Ludwig XV. niederschlagen. Ludwig reagierte auf Remonstrationen des Parlaments mit einem lit de justice, in dem er die Übergabe der Prozessakten verlangte. Am 27. November 1770 erschien ein dit de reglement et de discipline, das vom Kanzler bekanntgemacht wurde. Darin wurde den Richtern („magistrats“) verboten, die verschiedenen Zweige oder „Klassen“ des Parlaments als Teile eines „unteilbaren“ einzigen Parlaments zu definieren; der Austausch von Akten und Remonstrationen zwischen den verschiedenen Parlamenten wurde untersagt. Weiterhin wurde ein Streik von Seiten der Parlamente untersagt und verlangt, dass nach einer einmaligen Remonstration gegen ein königliches Dekret das Parlament die Registrierung eines Edikts nicht blockieren dürfe.
Die Richter weigerten sich, dieses Edikt zu registrieren; es wurde in einem lit de justice am 7. Dezember in Versailles registriert, woraufhin das Parlament seine Tätigkeit einstellte. Nach fünf Vorladungen, wieder ihren Dienst aufzunehmen, wurden die Magistraten in der Nacht des 19. Januar 1771 einzeln von Musketieren überrumpelt und mussten eine weitere Aufforderung zur Rückkehr mit Ja oder Nein bestätigen. Achtunddreißig Richter gaben eine positive Antwort, aber als ihre früheren Kollegen durch Lettres de cachet verbannt wurden, zogen sie ihre Zustimmung zurück und wurden daraufhin ebenfalls verbannt. Maupeou installierte einen königlichen Gerichtshof (Parlement Maupeou), der bis zur Einrichtung von neuen Obergerichtshöfen in den Provinzen und eines neuen Parlaments in Paris die Justiz übernehmen sollte. Als Nächstes wurde der Cour des aides abgeschafft.
Voltaire pries diese Revolution und applaudierte der Aufhebung der alten erblichen Richterämter. Im Allgemeinen wurde Maupeous Politik aber als Triumph der Tyrannei gesehen. Die Proteste der Prinzen, des Adels und der unteren Gerichtshöfe wurden mit Exil und Unterdrückung abgestraft, und gegen Ende 1771 wurde die neue Gerichtsorganisation eingeführt.
Der Tod Ludwigs XV. im Mai 1774 ruinierte den Kanzler. Nach der Wiedereinsetzung der Parlamente durch Ludwig XVI. begann eine erneute Auseinandersetzung zwischen dem König und der Richterschaft. Maupeou und Terray wurden durch Malesherbes und Turgot ersetzt. Bis zu seinem Tod 1792 lebte Maupeou zurückgezogen und konnte den Sturz des Ancien Régime noch erleben.
Die Trennung der Justiz von der Politik und die Reform des mit den erblichen Magistraturen verbundenen Missbrauchs wurden später von der Revolution bestätigt.